# Kadokawa Shoten
Kadokawa Shoten Publishing Co., Ltd. (株式会社角川書店, Kabushiki-gaisha Kadokawa Shoten) é uma editora  japonesa, com sua sede em Tokyo. 

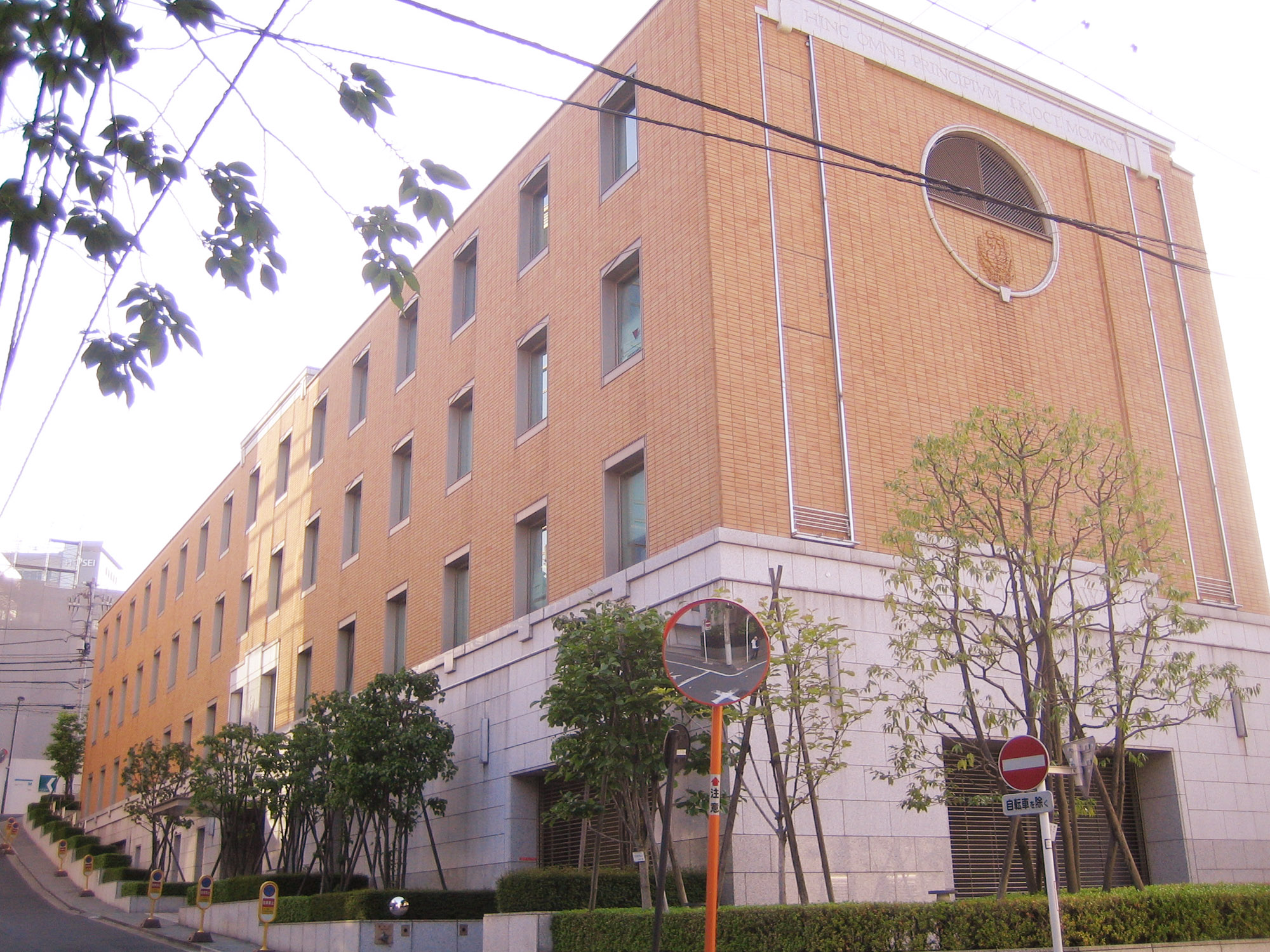
Kadokawa Shoten Publishing Co.,Ltd.

Essa empresa já publicou muitos títulos de mangá e animes. Nos últimos anos, a Kadokawa Shoten tem se expandido para o setor multimídia, como Video games e é resultado da fusão com a Daiei Motion Picture.

## Revistas de mangá publicadas pela Kadokawa Shoten
- Asuka
- Beans Ace
- CIEL
- Comp Ace
- Comptiq
- Gundam Ace
- Kerokero Ace
- Newtype (revista)
- Shonen Ace
- The Sneaker
- Young Ace

(como "Fujimi Shobo")
- Gekkan Dragon Age (o resultado da união entre Gekkan Comic Dragon e Gekkan Dragon Jr.)
- Gekkan Dragon Magazine

(Não mais publicadas)
- Monthly Ace Next

## Títulos de mangás publicados pela Kadokawa Shoten
- Lucky Star(らき☆すた "Raki☆Suta")
- The Melancoly Haruhi Suzumiya(涼宮ハルヒの憂鬱 "Suzumiya Haruhi no Yuutsu")
- Another (アナザー "Anazā")
- Angelic Layer (エンジェリックレイヤー Enjerikku Reiyā)
- Brain Powered (ブレンパワード Buren Pawādo)
- Chrono Crusade (Chrno Crusade) (クロノクルセイド Kurono Kuruseido)
- Cowboy Bebop (カウボーイビバップ Cowboy Bebop)
  - Cowboy Bebop: Shooting Star
- Highschool of The Dead (学園黙示録ハイスクールオブデデッド Gakuen Mokushiroku Haikusûru Obu De Deddo) 
  - Gakuen Mokushiroku Highschool of The Dead
- Guyver (強殖装甲ガイバーBio-Booster Armor Guyver)
- .hack//Legend of the Twilight (.hack//Tasogare no Udewa Densetsu)
- .hack//G.U.+
- Kamen no Maid Guy (仮面のメイドガイ Kamen no Maido Gai)
- The Kurosaki Corpse Delivery Service
- Legal Drug (合法ドラッグ Gōhō Doraggu)
- Lolicon Phoenix (ロリコンフェニックス Rorikon Fenikkusu)
- Ludwig II (ルートヴィヒⅡ世 Ruutovihi II sei)
- Maburaho (まぶらほ Maburaho)
- Marionette Generation
- Martian Successor Nadesico (機動戦艦ナデシコ Kidō Senkan Nadeshiko)
- Miyuki-chan in Wonderland (不思議の国の美幸ちゃん Fushigi no Kuni no Miyuki-chan)
- MPD Psycho (多重人格探偵サイコ Tajuu Jinkaku Tantei Saiko)
- Neon Genesis Evangelion (新世紀エヴァンゲリオン Shin Seiki Evangerion)
- Nichijou (日常  Nichijō)
- Overlord
- The One I Love (わたしのすきなひと Watashi no Suki na Hito)
- Record of Lodoss War (ロードス島戦記 Lodoss–tō Senki)
- Sgt. Frog (ケロロ軍曹 Keroro Gunso)
- Shirahime-Syo (白姫抄 Shirahimeshō)
- Slayers (スレイヤーズ Sureiyāzu)
- Tenchi Muyo! (天地無用!, Tenchi Muyō)
- The Tale of Taro Yamada (山田太郎ものがたり Yamada Tarō Monogatari)
- Tokumei Kakarichō Tadano Hitoshi (特命係長・只野仁)
  - Shin Tokumei Kakarichō Tadano Hitoshi
- The Vision of Escaflowne (天空のエスカフローネ Tenkū no Esukafurōne)
- X/1999 (エックス Ekkusu)

## Videogames publicados pela Kadokawa Shoten
- Sorcerous Stabber Orphen (魔術士オーフェン Majutsushi Orphen)

## Videogames desenvolvidos pela Kadokawa Shoten
- Record of Lodoss War
- Lunar The Silver Star (história completa)